# Chalberhönibach
Der Chalberhönibach (im Oberlauf frz. Ruisseau de Comborsin) ist ein etwa 9,5 Kilometer langer linker Nebenfluss der Saane im östlichen Teil des Waadtländer Pays-d’Enhaut und im bernischen Saanenland. Er entspringt im Naturschutzgebiet La Pierreuse-Gummfluh im Regionalen Naturpark Gruyère Pays-d’Enhaut.
Das Quellgebiet des Flusses liegt im Landschaftsschutzgebiet «La Pierreuse-Gummfluh-Vallée de l’Etivaz», das im Bundesinventar der Landschaften und Naturdenkmäler von nationaler Bedeutung verzeichnet ist.

## Name
Die beiden Gewässernamen des Bergbaches sind so wie andere Bezeichnungen in seiner Umgebung Zeugnisse der Sprach- und Siedlungsgeschichte in diesem Bereich des Alpenraumes. Heute durchschneidet die Kantonsgrenze das Einzugsgebiet des Chalberhönibachs und trennt dessen oberen Teil politisch vom unteren Talabschnitt. Und mit der Kantons- fällt auch die Sprachgrenze zwischen dem deutschen Sprachraum, mit der alemannischen, schweizerdeutschen Mundart, und dem französischen beziehungsweise früher frankoprovenzalischen Sprachraum zusammen. Im deutschsprachigen Berner Oberland sind zahlreiche Namen aus der Siedlungsgeschichte vor der Germanisierung der Region im Mittelalter überliefert, für das Saaneland gerade auch der Name des Talflusses, der Saane.
Deren fünfter grösserer Nebenfluss hat in der romanischen Sprache für seinen ersten Teil hoch im Gebirge den Namen Ruisseau de Comborsin und heisst am Unterlauf Chalberhönibach. Der obere Abschnitt des Bachlaufs liegt im Weideland der Waadtländer Alp Comborsin, und im unteren Abschnitt fliesst der Bach durch den Weiler Chalberhöni. Der Flurname Comborsin ist aus dem frankoprovenzalischen Dialektwort combe für dt. «Tal» und einem Personennamen zusammengesetzt. Er bedeutet «Tal des Ursin». Dem romanischen Wort combe entspricht der deutsche Flurname Gumm, der im Namen des Bergs Gummfluh oberhalb der Quelle des Chalberhönibachs enthalten ist.
Der Ortsname der Siedlung Rüebeldorf an der Mündung des Chalberhönibachs in die Saane ist, so wie auch der Gewässername Rüeblegrabe für einen Seitenbach des Chalberhönibachs, romanischen Ursprungs. Er stammt von einem frankoprovenzalischen Patoiswort, das sich aus dem lateinischen rivulus für «kleiner Bach» entwickelte. Aus dem Jahr 1312 ist der Gewässername rublibac erwähnt, 1470 heisst das Tal Rubligraben. «Rüblibach» ist wohl der ältere Name des Chalberhönibachs. Der Begriff enthält die deutsche Übersetzung Bach, angehängt an das ältere romanische Reliktwort rubli, und ist somit ein Pleonasmus aus der Sprachkontaktzone.

## Geographie

### Verlauf
Der Oberlauf des Wildbachs liegt im Gebiet der Waadtländer Gemeinde Rougemont und der längere Unterlauf in der Berner Gemeinde Saanen. Die Quelle des Baches befindet sich auf 1845 m ü. M. in einer feuchten Mulde östlich des Berges Pointe de la Videman. Nach etwa einem Kilometer nimmt der Bach von rechts den Abfluss aus dem Bergsee Gour de Comborsin auf. Danach fliesst er gegen Osten durch den flachen Talabschnitt Plan de Comborsin und überquert nördlich des Bergkopfs Gummesel, französisch Tête de l’Âne, auf 1515 m ü. M. die Kantonsgrenze. Nach etwas mehr als einem Kilometer erreicht er das offene Tal Bodeguet, das gegen Norden ausgerichtet ist, und fliesst an einer Zwischenstation des Skigebiets Eggli-Videmanette vorbei. Weiter unten im Tal passiert er die Höfe von Chalberhöni und fliesst danach durch Wald zum Quartier Rüebeldorf von Saanen, wo er von links in den Talfluss Saane mündet. Wegen des Schwemmkegels des Chalberhönibachs macht die Saane einen Bogen gegen Norden.

### Einzugsgebiet
Das 12,73 km² grosse Einzugsgebiet des Chalberhönibachs liegt in den Waadtländer Voralpen und wird durch ihn über die Saane, die Aare und den Rhein zur Nordsee entwässert.
Es besteht zu 42,2 % aus bestockter Fläche, zu 44,1 % aus Landwirtschaftsfläche, zu 1,9 % aus Siedlungsfläche und zu 11,9 % aus unproduktiven Flächen.
Die Flächenverteilung
Die mittlere Höhe des Einzugsgebietes beträgt 1569 m ü. M.
Es grenzt:
- im Norden und im Osten direkt an das Einzugsgebiet der Saane;
- im Süden an jenes des Meielsgrundbachs;
- im Westen an jenes der Gérine;
- im Nordwesten an jenes des Ruisseau de Martigny und jenes des Gauderlibachs (frz. Ruisseau de Ruble).

### Zuflüsse
Direkte und indirekte Zuflüsse jeweils von der Quelle zur Mündung. Namen nach dem Geoportal Kanton Bern
- Rüeblegrabe (frz. Chenau de Ruble) (links), 2,4 km, 2,28 km²
  - Ruisseau de la Videmanette (rechts), 2,0 km, 1,19 km²
- Bürgigrabe (links), 0,6 km
- Niggisgrabe (rechts), 0,9 km
- Hinderegggrabe (rechts), 0,8 km
- Geretgrabe (rechts)
- Solothurnere Grabe (links)
- Vordere Spitzegggrabe (links)
- Rossfälligrabe (rechts)
- Gmürsgrabe (links)
- Micheligrabe (rechts)
- Fanggrabe (rechts)
- Mattlisgrabe (links)
- Haldisgrabe (rechts)
- Hindere Strählsgrabe (rechts)
- Vordere Strählsgrabe (rechts)
- Borigrabe (rechts)
- Hindere Rossbodegrabe (rechts)

## Hydrologie

### Abfluss
An der Mündung des Chalberhönibachs in die Saane beträgt seine modellierte mittlere Abflussmenge (MQ) 460 l/s, und sein Abflussregimetyp ist nival alpin.
Der  modellierte monatliche mittlere Abfluss (MQ) des Chalberhönibachs in l/s

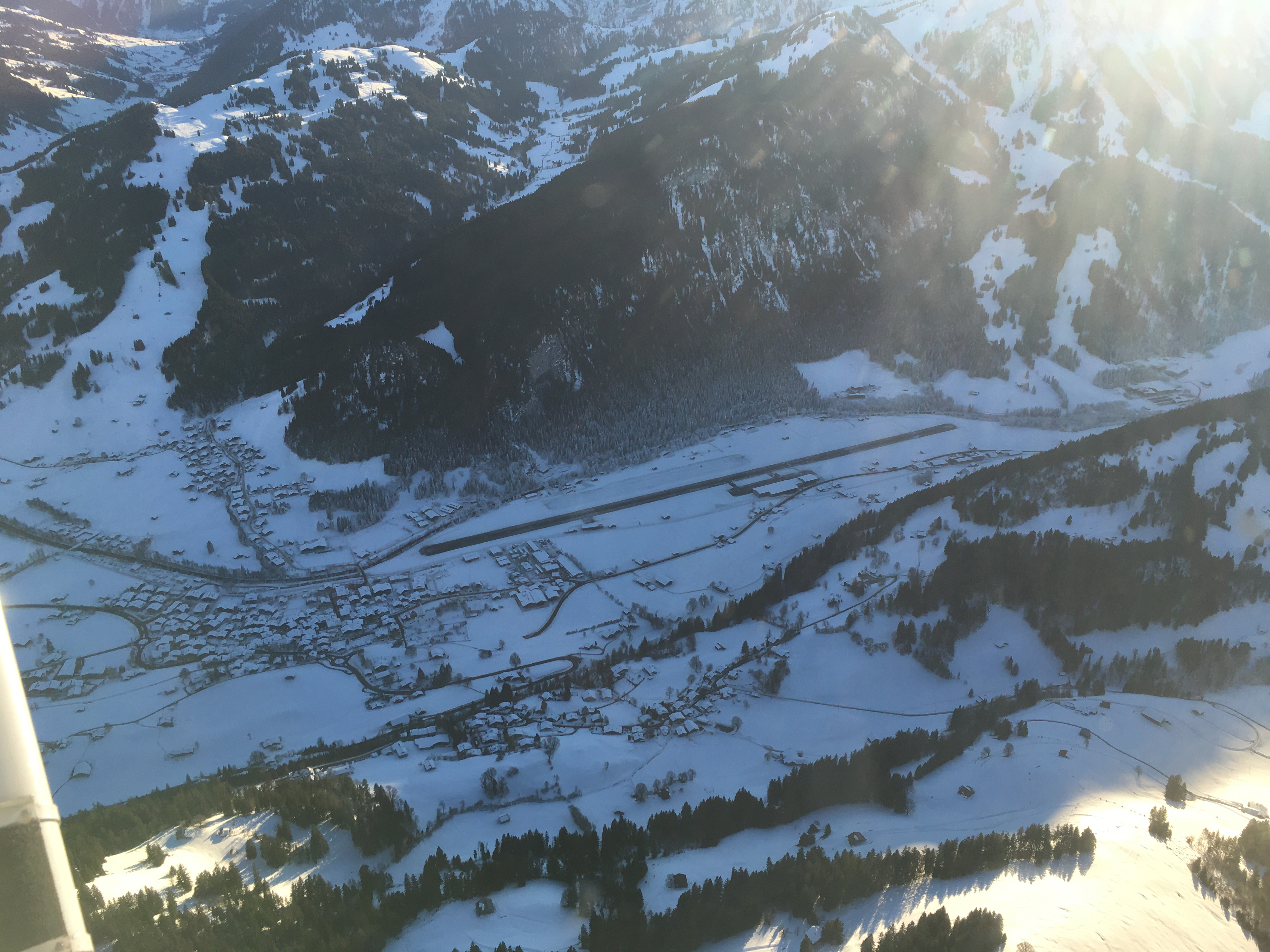
Saanen von Norden; Tal des Chalberhönibachs oben

### Hochwasser
Der Wildbach hat wiederholt mit Hochwasser bei Rüebeldorf, einem Quartier von Saanen, Schaden angerichtet, letztmals im Juli 2010. Bei Rübeldorf liess die Schwellenkorporation Saanen in den 2010er und 2020er Jahren im Tal oberhalb der Siedlung einen Geschiebe- und Schwemmholzsammler bauen und in der Ortschaft die Bachsohle vertiefen und den Gewässerraum mit Dämmen und einem mobilen Wehr sichern. Der Kanton Bern gewährte 2012 einen Kostenbeitrag von 576'000 Franken an das Projekt. Ein vom Chalberhönibach beim Hochwasserereignis von 2010 in das Gewerbegebiet von Rüebeldorf geschwemmter Findling erinnert als Denkmal an das Hochwasser.

## Schutzgebiete
Das Quellgebiet des Flusses liegt in Schutzgebieten mehrerer Kategorien. Die Gebirgszone rund um die Gummfluh mit einer Fläche von über 6000 Hektar ist als  Landschaftsschutzgebiet «La Pierreuse-Gummfluh-Vallée de l’Etivaz» im Bundesinventar der Landschaften und Naturdenkmäler von nationaler Bedeutung verzeichnet. Der Bergwald mit der Umgebung des Gour de Comborsin ist als Waadtländisches Waldreservat «Réserve forestière naturelle de la Pierreuse» geschützt. Das Pierreuse-Massiv ist ein Schutzgebiet von Pro Natura. Im Berner Talabschnitt ist die Bergflanke über dem Bach bei Chalberhöni von Moorflächen «Fäng/Hinder der Egg/Göüch» bedeckt.